# تتسویا یاماوکا
تتسویا یاماوکا (انگلیسی: Tetsuya Yamaoka؛ زادهٔ ۴ مارس ۱۹۹۰) بازیکن فوتبال اهل ژاپن است.